# Sede titolare di Chełm
Chełm (in latino: Chelmensis) è una sede titolare della Chiesa cattolica.

## Storia
La diocesi di Chełm fu eretta verso la metà del XIV secolo. Il 20 maggio 1358 fu eletto il primo vescovo Tomasz da Sienno. Originariamente la diocesi era suffraganea dell'arcidiocesi di Gniezno, ma già nel 1377 era suffraganea dell'arcidiocesi di Halyč, che dal 1412/1414 fu traslata a Leopoli. Dal 1490 al 1664 e poi ancora dal 1773 al 1805 i vescovi risiedettero a Krasnystaw. L'8 agosto 1790 assunse il nome di diocesi di Lublino-Chełm. Il 22 settembre 1805 papa Pio VII con la bolla Quemadmodum Romanorum Pontificum traslò la sede a Lublino e le diede la denominazione di diocesi di Lublino (rendendola poi suffraganea dell'arcidiocesi di Varsavia nel 1818).
Dal 2009 Chełm è annoverata tra le sedi vescovili titolari della Chiesa Cattolica; dal 20 aprile 2013 il vescovo titolare è Stanisław Jamrozek, vescovo ausiliare di Przemyśl.

## Cronotassi dei vescovi titolari
- Stanisław Jamrozek, dal 20 aprile 2013